# Cristina Bontaș

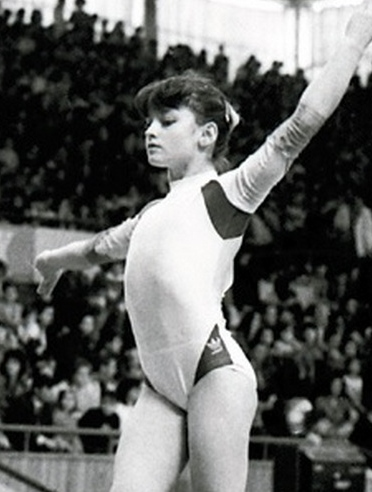
Cristina Bontaș

Cristina Bontaș (* 5. Dezember 1973 in Ștefan cel Mare (Bacău)) ist eine ehemalige rumänische Kunstturnerin.
Sie begann im Alter von sieben Jahren mit dem Turnen. 1989 nahm Bontaș zum ersten Mal an den Weltmeisterschaften teil. In Stuttgart wurde sie im Mannschaftsmehrkampf und beim Sprung Vize-Weltmeisterin und außerdem Dritte am Boden. Bei den Turn-Europameisterschaften im selben Jahr gewann sie beim Sprung und am Boden Bronze.
1990 wurde Bontaș bei den Europameisterschaften Vize-Europameisterin im Sprung. Im Folgejahr konnte sie bei den Weltmeisterschaften überzeugen. Am Boden wurde Bontaș vor Oksana Chusovitina Weltmeisterin. Außerdem gewann sie im Mannschafts- und im Einzelmehrkampf Bronze.
1992 nahm Bontaș an den Olympischen Spielen teil. In Barcelona gewann sie mit der rumänischen Mannschaft die Silbermedaille. Außerdem wurde sie beim Bodenturnen, punktgleich mit Tetjana Huzu und Shannon Miller, Bronzemedaillengewinnerin.
Nach ihrer Leistungssportkarriere heiratete Bontaș Gabi Tantaru. Die beiden wanderten nach Kanada aus, wo sie eine Turnschule eröffneten.